# Lijst van officieren in de Militaire Willems-Orde
De Nederlandse onderscheiding officier in de Militaire Willems-Orde is spaarzaam verleend. De oprichter van de orde, koning Willem I der Nederlanden, heeft zich bij het opstellen van de orde op de Oostenrijkse Orde van Maria Theresia georiënteerd. In deze orde was het ridderkruis voor dapperheid, maar waren de hogere graden vooral voor officieren die een bepaalde positie innamen en een overwinning boekten.
De officiersgraad in de Militaire Willems-Orde was bijvoorbeeld voor een vlootvoogd van een eskader of een brigadegeneraal bestemd. Een commandeurskruis was voor de bevelhebber van een legergroep en het grootkruis voor opperbevelhebbers.
In de eerste jaren na 1815 begrepen hogere Engelse marineofficieren niet waarom zij, gewend aan commandeurskruisen, slechts officier in de Militaire Willems-Orde werden.
Militairen die voor de tweede maal werden onderscheiden met de Militaire Willems-Orde konden een officierskruis krijgen maar om te voorkomen dat zij bij een derde gelegenheid het commandeurskruis zouden moeten ontvangen werd een eresabel ingesteld. De kanselier van de Militaire Willems-Orde en het kapittel van de Militaire Willems-Orde moesten volgens de wet bijhouden wie een eresabel droeg.

## Lijst van onderscheiden officieren
| Datum        | Jaar | Naam                                                | Informatie                                             |
| ------------ | ---- | --------------------------------------------------- | ------------------------------------------------------ |
|              | 1830 | Frederik Nicolaas Lucretius Aberson                 | Verrichtingen tijdens de Belgische Opstand             |
| 12 mei       | 1823 | Johannes Allatus Anemaet                            |                                                        |
| 8 februari   | 1859 | Jean François Backerus                              | Verrichtingen te Djambi in 1859                        |
|              | 1815 | Daniël Otto Bagelaar                                | Verrichtingen tijdens de Tiendaagse Veldtocht          |
| 7 februari   | 1816 | Thomas Baker                                        | Bracht Willem I terug naar Nederland                   |
|              | 1828 | Johan Heinrich Conrad Bauer                         | Verrichtingen op Sumatra's Westkust                    |
| 8 juli       | 1874 | Johan Willem Binkes                                 | Verrichtingen tijdens de eerste expeditie naar Atjeh   |
|              | 1842 | Laurens Adriaan Boers                               | Verrichtingen aan Sumatra's Westkust                   |
| 8 juli       | 1815 | Willem François Boreel                              |                                                        |
|              |      | Pieter ten Bosch                                    | Expeditie naar de westkust van Guinea (1869-1870)      |
|              |      | Jan Frederik Daniël Bouricius                       |                                                        |
|              |      | Désiré Lambert de Brabant                           |                                                        |
|              |      | Cornelis Albert de Brauw                            |                                                        |
| 22 november  | 1828 | Joseph le Bron de Vexela                            | Java-oorlog                                            |
|              | 1814 | Marcus Busch                                        |                                                        |
| 2 februari   | 1833 | Antonie Cato Camerlingh                             | Beleg van Antwerpen                                    |
| 16 juli      | 1819 | Frederik Benjamin Alexander Philip van der Capellen | Napoleontische oorlogen                                |
| 7 februari   | 1816 | George Byng, 6e burggraaf Torrington                | Bracht Willem I terug naar Nederland                   |
| 20 december  | 1864 | François de Casembroot                              | Bombardement van Shimonoseki                           |
| 17 februari  | 1820 | H.A.L. de Castres                                   |                                                        |
| 6 oktober    | 1874 | Frans Petrus Cavaljé                                | tweede expeditie naar Atjeh                            |
| 9 april      | 1895 | Willem Gerardus Antonius Cornelis Christan          | Lombok-Expeditie                                       |
| 6 december   | 1843 | Jan Frans Adolf Coertzen                            | Expeditie tegen zeerovers aan de kust van Oost-Java    |
| 1895         |      | Hendrikus Colijn                                    |                                                        |
| 24 maart     | 1854 | Petrus Marius Collard                               | Verrichtingen tegen zeerovers                          |
|              | 1816 | Gijsbertus Martinus Cort Heyligers                  |                                                        |
| 19 juli      | 1851 | Jean Henri Crena                                    | Expeditie naar de westerafdeling van Borneo            |
|              |      | Gotfried Coenraad Ernst van Daalen (1863-1930)      |                                                        |
|              |      | Henry Demmeni                                       |                                                        |
| 16 april     | 1895 | Christoffel Deykerhoff                              | Verrichtingen te Atjeh                                 |
| 8 juli       | 1815 | Bernardus Johannes Cornelis Dibbets                 | Verdiensten uit het verleden                           |
| 24 maart     | 1877 | Louis Guillaume Diepenheim                          | Verrichtingen te Atjeh                                 |
| 19 juli      | 1851 | Lodewijk Frederik Donleben                          | Expeditie naar de westerafdeling van Borneo            |
| 19 februari  | 1824 | Johannes Didericus Doorman                          |                                                        |
| 5 juni       | 1942 | Karel Doorman                                       | Slag in de Javazee                                     |
|              | 1897 | Sipko Adriaan Drijber                               | Verrichtingen te Atjeh                                 |
| 28 november  | 1831 | Jean François Dumonceau                             | Tiendaagse Veldtocht                                   |
|              | 1881 | Hendrik Frederik Karel Duycker                      | Belgische Opstand                                      |
| 7 mei        | 1822 | Cornelis Pieter Jacob Elout                         | Verrichtingen op Sumatra's Westkust                    |
| 31 augustus  | 1831 | Jacob Nicolaes Everts                               | Tiendaagse Veldtocht                                   |
| 5 augustus   | 1843 | François Willem Fagel                               | Slag bij de Doggersbank                                |
|              | 1825 | L.H. le Febvre                                      |                                                        |
| 31 augustus  | 1831 | Nicolaas Christiaan de Galliëris                    | Belgische Opstand                                      |
| 10 maart     | 1831 | Mattheus van Geen                                   | Java-oorlog                                            |
| 18 juli      | 1815 | Adriaan Rudolph Willem Gey van Pittius (1787-1865)  | Slag bij Waterloo                                      |
| 1874         |      | Johannes van Gogh                                   | Verrichtingen tijdens de Tweede expeditie naar Atjeh   |
| 24 mei       | 1897 | Gilles Jan Willem Cornelis Hermanus Graafland       | Atjeh-oorlog                                           |
|              |      | Carel August Gunkel                                 | Napoleontische oorlogen                                |
| 11 december  | 1849 | Everhard Christiaan Frederik Happé                  | Derde expeditie naar Bali                              |
|              | 1863 | Karel van der Heijden                               | Expeditie naar de Zuider- en Oosterafdeling van Borneo |
| 14 juli      | 1948 | Jacob Pieter van Helsdingen                         | Indië tijdens de Tweede Wereldoorlog                   |
| 24 mei       | 1897 | Joannes Benedictus van Heutsz                       | Verrichtingen te Atjeh                                 |
| 24 mei       | 1821 | Adolph van Hoey-Schilthouwer van Oostéé             | Napoleontische oorlogen                                |
| 31 augustus  | 1831 | Paulus Statius Reinier van Hooff                    | Slag bij Waterloo                                      |
| 5 augustus   | 1843 | Jan van Hoogenhouck Tulleken                        | Slag bij de Doggersbank                                |
| 11 december  | 1849 | Wouter Adolf Kuyck                                  | Derde expeditie naar Bali                              |
|              |      | Lodewijk David Cornelis de Lannoy                   | Verrichtingen te Atjeh                                 |
| 7 mei        | 1822 | Jan Evert Lewe van Aduard                           | Tweede expeditie naar Palembang                        |
| 29 november  | 1816 | François Antoine Joseph Nicolas Macors              |                                                        |
|              | 1816 | Anton Wilhelm de Man                                | Bombardementen op Algiers                              |
| 20 december  | 1864 | Jacobus Eliza de Man                                | Bombardement van Shimonoseki                           |
| 19 februari  | 1850 | Maximiliaan Jacob de Man                            | Gevechten in Hongarije                                 |
| 5 december   | 1908 | Frederik Casper Marks                               | Gevechten te Atjeh                                     |
| 27 januari   | 1884 | Maurits van Nassau                                  |                                                        |
| 16 november  | 1830 | Carel Hendrik Meijer                                | Tiendaagse Veldtocht                                   |
| 31 maart     | 1877 | Hendrik Frederik Meijer                             | Verrichtingen te Atjeh                                 |
| 31 augustus  | 1831 | Adriaan Frans Meijer                                | Belgische Opstand                                      |
|              |      | Andreas Victor Michiels                             |                                                        |
|              | 1817 | Pierre de Montclar Belissen                         |                                                        |
| 6 januari    | 1912 | Wilhelmus Johannes Mosselman                        | Atjehoorlog                                            |
| 17 mei       | 1860 | George Frederik Nauta                               | Verrichtingen te Borneo                                |
| 6 oktober    | 1874 | Gillis Pieter de Neve                               | tweede expeditie naar Atjeh                            |
| 20 augustus  | 1828 | Louis Joseph Nompar de Caumont                      |                                                        |
| 28 februari  | 1840 | Pieter Philip Christiaan Ortmaer Ondaatje           | Verrichtingen op Sumatra's Westkust                    |
|              |      | Johannes Ludovicius Jakobus Hubertus Pel            |                                                        |
| 12 mei 1823  | 1884 | Engelbert George van der Plaat                      | Aanleggen versterkingen Nederlandse zuidgrens          |
| 20 februari  | 1898 | Alexander Henri van de Pol                          | Expeditie naar Tamiang                                 |
|              | 1849 | Toontje Poland                                      | Derde expeditie naar Bali                              |
| 28 maart     | 1907 | Jesajas Pongoh                                      | Krijgsverrichtingen Celebes en Onderhorigheden         |
| 12 augustus  | 1836 | Franciscus Fredericus Prager                        | Padri-oorlogen                                         |
| 16 september | 1834 | Charles Jacques de Quay                             | Padri-oorlogen                                         |
| 9 april      | 1895 | Huibert Quispel                                     | Lombok-Expeditie                                       |
| mei          | 1824 | Antoine Theodore Raaff                              | Padri-oorlogen                                         |
|              |      | Johan Christiaan Renno                              |                                                        |
|              | 1860 | Hendrik Wilhelm Carel Reyneke van Stuwe             |                                                        |
| 8 december   | 1820 | Carel Jan Riesz                                     | Expeditie naar Banka                                   |
|              | 1832 | Johan Jacob Roeps                                   | Belgische Opstand                                      |
| 6 oktober    | 1874 | Joost Hendrik Romswinckel                           | tweede expeditie naar Atjeh                            |
| 11 december  | 1849 | Thomas Edouard Roqué                                | Derde expeditie naar Bali                              |
| 9 maart      | 1908 | Marinus Bernardus Rost van Tonningen                | Expeditie naar Bali                                    |
| 17 februari  | 1820 | E.N. Rousseau                                       |                                                        |
| 6 oktober    | 1874 | Charles de Roy van Zuydewijn                        | tweede expeditie naar Atjeh                            |
| 2 april      | 1823 | Hendrik Alexander Ruysch                            | Slag bij de Doggersbank                                |
| 8 maart      | 1818 | François de Sainte-Aldegonde                        |                                                        |
| 9 april      | 1895 | Andries Hendrik Willem Scheuer                      | Lombok-Expeditie                                       |
|              |      | Abraham Schuurman                                   |                                                        |
| 8 december   | 1883 | Marinus Segov                                       | Verrichtingen te Atjeh                                 |
| 7 oktober    | 1857 | Johannes Cornelis Jacobus Smits                     | Expeditie naar de westerafdeling van Borneo            |
| 6 december   | 1846 | Abraham Johannes de Smit van den Broecke            | Eerste expeditie naar Bali                             |
| 22 november  | 1828 | Bernard Sollewijn                                   | Java-oorlog                                            |
| 11 december  | 1849 | Frederik Johannes Sorg                              | Derde expeditie naar Bali                              |
| 22 juni      | 1860 | Franz George Steck                                  | Tweede expeditie naar Boni                             |
| 13 september | 1867 | Jean Gerard Guillaume Henri Strengnaerts            | Expeditie naar Ceram                                   |
|              |      | François Vincent Henri Antoine de Stuers            | Java-oorlog                                            |
|              |      | Hubert Joseph Jean Lambert de Stuers                | Java-oorlog                                            |
| 8 mei        | 1838 | Cornelis Bernardus Franciscus de Sturler            | Padri-oorlogen                                         |
|              |      | Henri Nicolas Alfred Swart                          | Verrichtingen te Atjeh                                 |
|              | 1895 | Lammert Swart                                       | Lombok-Expeditie                                       |
|              |      | Jan van Swieten                                     |                                                        |
| 30 augustus  | 1891 | Henri Karel Frederik van Teijn                      | Verrichtingen te Atjeh                                 |
|              | 1880 | Henricus Martinus Tersteege                         | Atjeh-oorlog                                           |
| 7 februari   | 1816 | George Byng, 6e burggraaf Torrington                |                                                        |
|              | 1832 | Hendrik Rudolph Trip                                | Tiendaagse Veldtocht                                   |
| 31 augustus  | 1831 | Vincent Johan Reinier van Tuyll van Serooskerken    | Tiendaagse Veldtocht                                   |
|              | 1843 | Carel Hendrik Ver Huell                             | Slag bij de Doggersbank                                |
|              |      | Quirijn Maurits Rudolph Ver Huell                   | Veldtocht tegen de opstandelingen op de Molukken       |
|              |      | Ferdinand Vermeulen Krieger                         | Padri-oorlogen                                         |
|              |      | Gustave Marie Verspyck                              |                                                        |
| 11 december  | 1849 | Johannes Vertholen (1804-1874)                      | Derde expeditie naar Bali                              |
|              |      | Jacobus Augustinus Vetter                           | Atjehoorlog                                            |
| 8 juli       | 1815 | Jan Josias Westenberg                               | Quatre-Bras en Waterloo                                |
| 14 april     | 1875 | Johan Hendrik Theodorus Wiegand                     | Verlengde van de tweede expeditie naar Atjeh           |
|              | 1877 | Gerardus Wiggers van Kerchem                        | Verrichtingen te Atjeh                                 |
|              | 1822 | Carel van der Wijck                                 | Tweede expeditie naar Palembang                        |
|              |      | Pieter Hendrik van Zuylen van Nijevelt              |                                                        |

Naar aanleiding van de krijgsverrichtingen van de Tweede Wereldoorlog zijn slechts twee mensen tot Ridder Militaire Willems-Orde derde klasse benoemd:
- Karel Doorman, 5 juni 1942
- Jacob Pieter van Helsdingen, 11 februari 1942

Invasie van Java · Expedities naar Saparoea · Eerste expeditie naar Palembang · Tweede expeditie naar Palembang · Padri-oorlogen · Eerste Boni-expeditie · Tweede Boni-expeditie · Expeditie naar de westkust van Borneo · Java-oorlog · Expeditie naar de westkust van Sumatra · Opstand aan de westkust van Sumatra (1841) · Eerste expeditie naar Bali · Tweede expeditie naar Bali · Derde expeditie naar Bali · Expeditie naar de westerafdeling van Borneo · Eerste expeditie naar Palembang · Tweede expeditie naar Palembang · Expeditie tegen de Chinezen te Montrado · Expeditie naar Nias · Derde Boni-expeditie · Vierde Boni-expeditie · Expeditie naar de Zuider- en Oosterafdeling van Borneo · Bombardement van Shimonoseki · Expeditie naar de Pasoemah-landen · Vierde en vijfde expeditie naar Bali · Expeditie naar de westkust van Guinea · Atjehoorlog · Opstand der Chinezen in Mandor · Opstand te Djambi · Lombok-expeditie · Militaire excursie naar Midden-Lombok · Expeditie naar Korintji ·  Expeditie naar Bali (1906-1908) ·  Strijd om Tarakan · Guerrillaoorlog van het Indische leger op Celebes · Verovering van Atjeh door Japan · Guerrillaoorlog van het Indische leger op Nieuw-Guinea · Slag bij Manado · Slag om Ambon · Slag om Timor · Politionele acties · APRA-staatsgreep van kapitein Westerling
Eerste expeditie · Tweede expeditie · Atjehoorlog onder leiding van kolonel Pel · Verovering van Lam Poeloe · Verovering van Lam Ara (Oleij-loe) · Verovering van Garouw · Verovering van Kota Alam · Oprichting van de Ooster-Benteng · Verovering van Lemboe en Berauw · Verovering van Soerian · Periode van de afwachtende houding · Oorlog onder leiding van generaal van der Heijden · Batoe Iliq · Periode van het civiele bestuur · Voortzetting van de afwachtende politiek · Edi-expeditie · Periode van verdere achteruitgang · Kaloet-affaire · Periode van 1896-1901 · Pedir-expeditie · Tocht van G. van Daalen · Verovering door Japan